# فندق ماندارين أورينتال (باريس)
ماندارين أورينتال، باريس فندق فاخر في باريس. انضم الفندق ذو ال138 غرفة لإدارة محفظة مجموعة فنادق ماندارين أورينتال في حزيران. يحوي الفندق 3 مطاعم، ومحل للكيك، وكلها تحت إدارة ميشلان ستار للشيف تييري ماركس.

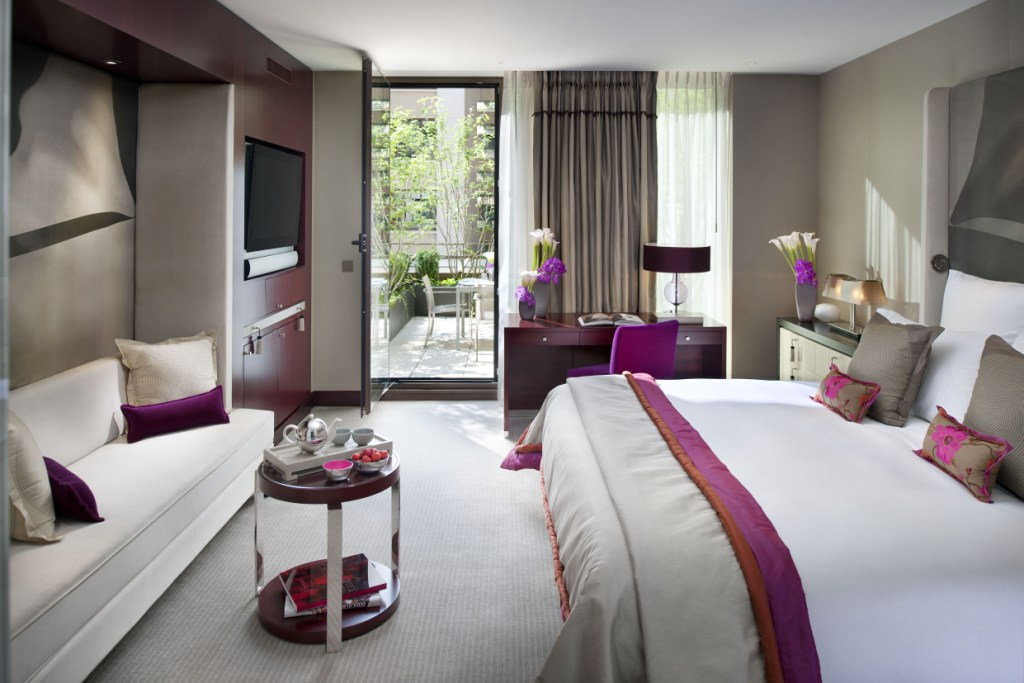
غرفة مع تراس في ماندارين أورينتال، باريس

## روابط خارجية
- Mandarin Oriental, Paris